# Brekou Charles Bayou
Brekou Charles Bayou es un deportista marfileño que compitió en taekwondo. Ganó una medalla de bronce en el Campeonato Mundial de Taekwondo de 1983, y una medalla de plata en los Juegos Panafricanos de 1991.

## Palmarés internacional
| Campeonato Mundial  | Campeonato Mundial     | Campeonato Mundial | Campeonato Mundial |
| Año                 | Lugar                  | Medalla            | Categoría          |
| ------------------- | ---------------------- | ------------------ | ------------------ |
| 1983                | Copenhague (Dinamarca) | Medalla de bronce  | –78 kg             |
| Juegos Panafricanos |                        |                    |                    |
| Año                 | Lugar                  | Medalla            | Categoría          |
| 1991                | El Cairo (Egipto)      | Medalla de plata   | –83 kg             |